# Foltz-Nunatak
Der Foltz-Nunatak ist ein rund 800 m hoher Nunatak im westantarktischen Ellsworthland. Er ragt 1,5 km nördlich des Schwartz Peak auf.
Der Nunatak gehört zu jenen Objekten, die der US-amerikanische Polarforscher Lincoln Ellsworth im November 1935 entdeckte und aus der Luft fotografierte. Der United States Geological Survey kartierte ihn anhand eigener Vermessungen und Luftaufnahmen der United States Navy aus den Jahren von 1961 bis 1968 sowie mittels Landsat-Aufnahmen zwischen 1973 und 1974. Das Advisory Committee on Antarctic Names benannte ihn 1987 nach dem Kartografietechniker Gary F. Foltz, der in zwei antarktischen Winterkampagnen in den Jahren 1978 und 1984 zur Mannschaft für Satellitengeodäsie auf der Amundsen-Scott-Südpolstation gehörte.